# Długi weekend
Długi weekend – potoczne określenie weekendu, gdy dzień bezpośrednio sąsiadujący z sobotą i niedzielą jest również wolny od pracy, najczęściej z racji przypadającego nań święta. „Wydłużanie” weekendu może odbywać się również poprzez wzięcie jednego lub kilku dni urlopu między dniem ustawowo wolnym od pracy a weekendem. 
Określenie pojawiło się w Polsce w drugiej połowie lat 70., po wprowadzeniu jednej wolnej soboty w miesiącu. Długi weekend – tak nazywamy wolną sobotę z niedzielą – stwarza nam raz w miesiącu możliwości pełniejszego wypoczynku – pisała ówczesna prasa.
Najczęstsze „długie weekendy” polegają na łączeniu świąt państwowych czy kościelnych, np.
- 1 maja – 3 maja
- Narodowe Święto Niepodległości
- Boże Ciało
- Wniebowzięcie Najświętszej Maryi Panny
- Wszystkich Świętych
- Wielkanoc
- Boże Narodzenie.

Skrajnym przypadkiem jest zwykle początek maja. Np. gdy 1 i 3 maja przypadają we wtorek i czwartek (w XXI wieku tak było w 2001, 2007, 2012 i 2018 roku), to przy dodatkowych trzech dniach urlopu można uzyskać 9 dni wolnych od pracy. Tego typu „długie weekendy” często odbijają się negatywnie np. na dostępności urzędów publicznych czy bezpieczeństwie ruchu drogowego.
Przykład długiego weekendu: 01.01.2015 – 06.01.2015.